# Charles Henry Hitchcock

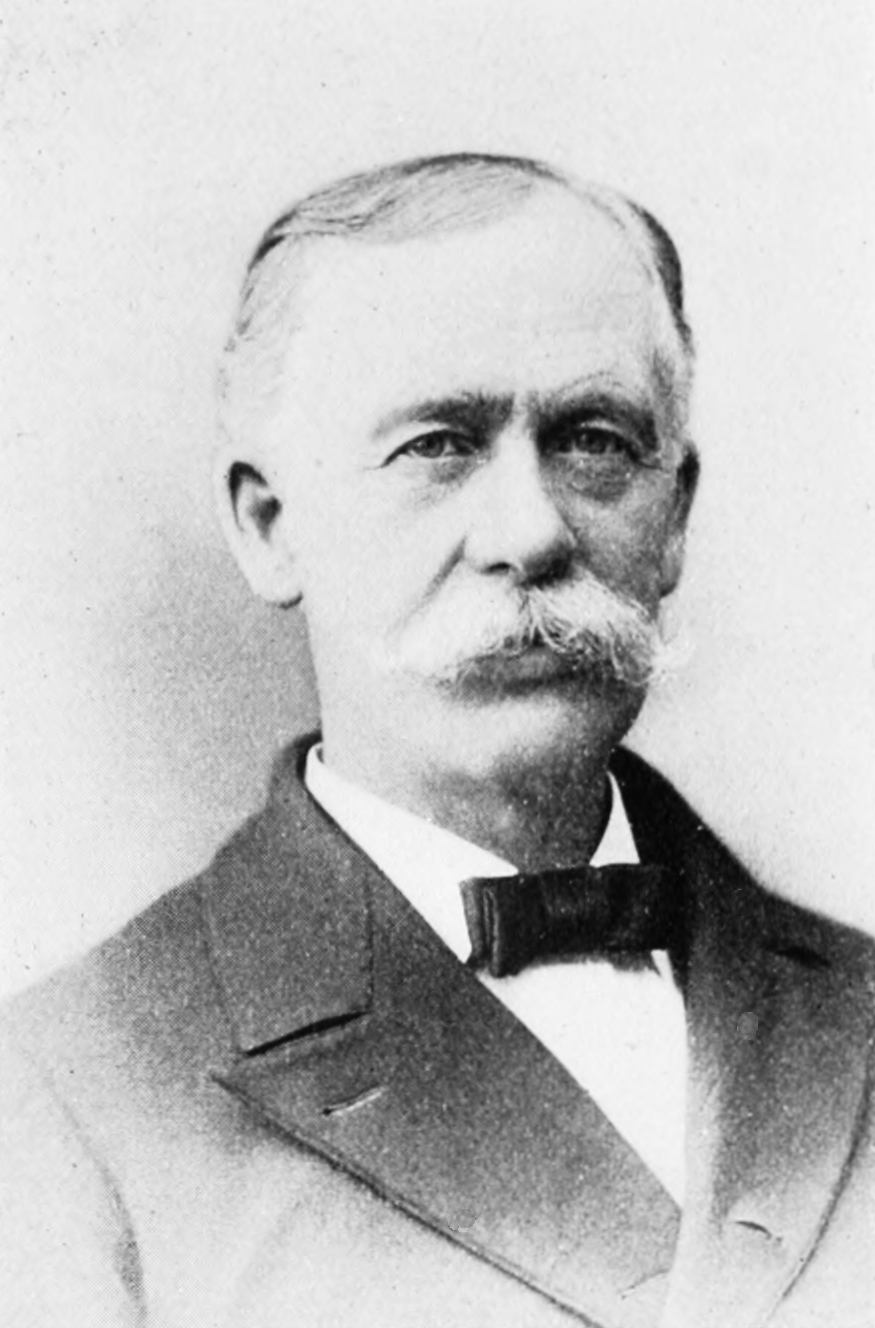
Charles Henry Hitchcock

Charles Henry Hitchcock (* 23. August 1836 in Amherst, Massachusetts; † 5. November 1919 in Honolulu, Hawaii) war ein US-amerikanischer Geologe.
Er war Sohn des Geologen Edward Hitchcock und der Malerin und Botanikerin Orra White Hitchcock. Er begleitete seinen Vater auf die Expedition zur geologischen Vermessung von Vermont in den 1840er Jahren. 1861 wurde er Geologe im Dienste des Staates Maine. Er veröffentlichte 1862 den „Report upon the Natural History and Geology of the State of Maine“. 1866–1867 unternahm er Studienreisen nach England, wo er sich besonders für die Fossilien des Britischen Museums in London interessierte, und in die Schweiz, wo er die Gletscher untersuchte. Von 1868 bis 1878 war er Staatsgeologe von New Hampshire und nahm dessen geologische Vermessung vor. Seine Ergebnisse veröffentlichte er in The Geology of New Hampshire (1874–1878). Des Weiteren gab er den ersten geologischen Atlas von New Hampshire heraus (Atlas to Accompany the Geology of New Hampshire, 1878). 
Hitchcock war seit 1868 am Dartmouth College in Hanover, New Hampshire, Professor für Geologie und Mineralogie. Diesen Posten behielt er bis 1908. Unter seinen Studenten erhielt er den Spitznamen type, da er zahlreiche Felsformationen von New Hampshire und deren type localities beschrieben hatte und ausführlich darüber dozierte. Neben Geologie befasste er sich mit Meteorologie, Paläontologie und Vulkanologie und leistete auch hier beachtliche Beiträge.